# Chödrag Gyatsho
| Tibetische Bezeichnung                       |
| -------------------------------------------- |
| Tibetische Schrift: ཆོས་གྲགས་རྒྱ་མཚོ་             |
| Wylie-Transliteration: chos grags rgya mtsho |

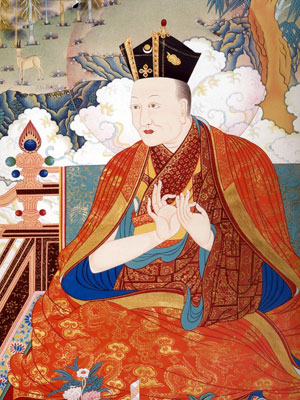
Der 7. Karmapa

Chödrag Gyatsho (tib.: chos grags rgya mtsho; geb. 1454 in Chida; gest. 1506) war der 7. Karmapa der Karma-Kagyü-Schule des tibetischen Buddhismus.

## Biographie
Chödrag Gyatsho wurde im Alter von neun Monaten von seinen Eltern zu Goshri Peljor Döndrub (1427–1489), dem ersten der Goshri Gyeltshab Trülkus gebracht, der ihn in Übereinstimmung mit den Vorhersagen des 6. Karmapa zum 7. Karmapa erklärte. Im Alter von vier Jahren erhielt er von ihm Vajrayana-Ermächtigungen. Im Alter von acht Jahren erhielt er Unterweisungen in der Kagyü-Tradition von Bengar Jampel Sangpo und Goshri Peljor Döndrub in Karma Gön.
Die meiste Zeit seines Lebens verbrachte Chödrag Gyatsho im Retreat. Er verfasste viele Texte, darunter einen Kommentar zum „Abhisamayalamkara“ (s. a. Mahayana Sutras) mit dem Titel „Die Lampe der drei Welten“ (s. a. Trikaya) und sein bekanntestes Werk „Der Ozean der Beweisführung“, ein Kommentar zur „Pramana-Literatur“ (Logik und Beweisführung, s. a. Nyaya).
Chödrag Gyatsho gründete mehrere klösterliche Universitäten in Tshurphu, und auch in anderen Regionen Tibets. Darüber hinaus ließ er, ebenfalls in Tshurphu, eine Buddha-Statue restaurieren die auf Karma Pakshi zurückgeführt wird. Er etablierte philosophische Debatten, setzte sich für den Tierschutz ein, initiierte den Bau von Brücken und sandte Gold nach Bodhgaya für den Bau einer Statue des Buddha Shakyamuni am Ort dessen Erleuchtung. Chödrag Gyatsho überzeugte viele Menschen davon, das Om-mani-padme-hum-Mantra zu sprechen, das in einigen buddhistischen Schulen als eine Art Kur für alle Krankheiten angesehen wird. Bevor er im Alter von 53 Jahren starb hinterließ er Angaben zu seiner nächsten Inkarnation und setzte Denma Drubchen Trashi Peljor (1457–1525; der 1. Sanggye Nyenpa Rinpoche) als Haupt-Linienhalter der Karma-Kagyü ein. Denma Drubchen Trashi Peljor wurde auch Hauptlehrer des 8. Karmapa.